# 菲利普·基尔科罗夫
菲利普·别德罗索维奇·基尔科罗夫（俄语：Филипп Бедросович Киркоров，1967年4月30日—），保加利亚裔俄罗斯流行音乐歌手。俄罗斯人民艺术家。多次获得世界音樂獎殊荣。

## 经历
1967年4月出生于保加利亞人民共和國瓦爾納。父亲是亚美尼亚裔保加利亚歌手。后来搬到了苏联莫斯科居住。1988年毕业于格涅辛音乐学院。1988年，他与俄罗斯流行音乐天后阿拉·普加乔娃相识。普加乔娃邀请他参加新年音乐会。1989年，两人合作，在澳大利亚和德国巡回演出。
随后，他获得了许多音乐奖项，包括俄罗斯年度最佳男歌手、世界音樂獎等。其唱片《对太阳说：是！》自推出就迅速成为畅销唱片并长时间居于唱片销售榜第一名的位置。
1994年初，他向普加乔娃求婚，她欣然接受。1月13日，他们宣布订婚。5月15日，在耶路撒冷举行了隆重的婚礼。1995年，他代表俄罗斯参加了在都柏林举行的欧洲歌唱大赛，演唱了《火山摇篮曲》，最终排名第17。
2005年，他和普加乔娃离婚。
2018年，基尔科罗夫配合2018年国际足联世界杯，宣传推出了主题曲《俄罗斯，前进！》。
除了他自己的演出以外，截至2021年，他為來自前蘇聯國家的歌手創作的歌曲曾7次登上歐洲歌唱大賽賽場。

## 言论与争议

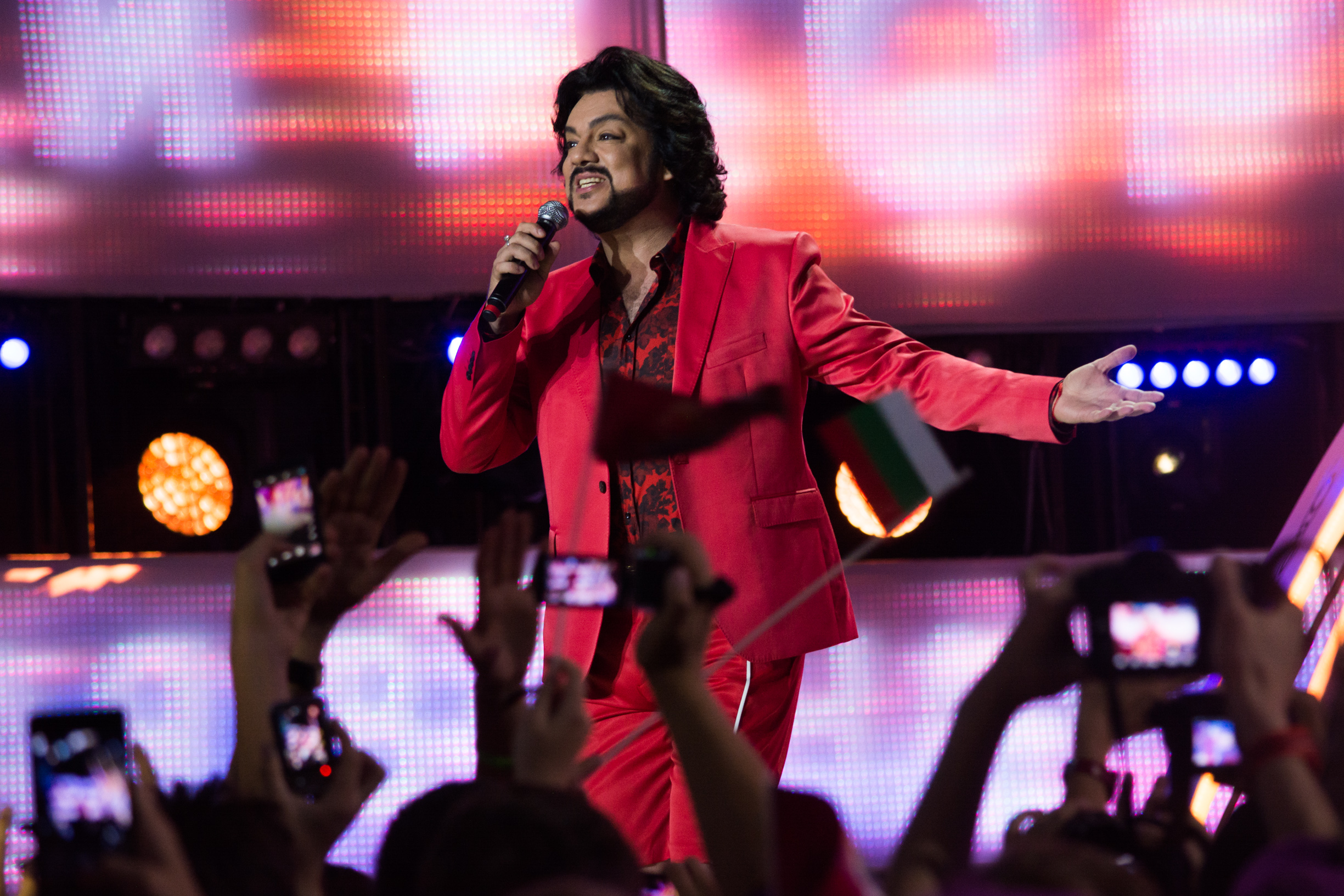
2015年

2004年5月20日在顿河畔罗斯托夫的一场新闻发布会上，一名女记者问基尔科罗夫：“为什么你的许多歌曲都是翻唱的欧美热门歌曲？”。他感到非常生气，用非常难听的话骂了几句。他还命令保镖将记者带到场外，没收其录音设备。该事件在媒体上引起了广泛讨论。2004年8月11日，基尔科罗夫被判犯有侮辱罪（根据俄罗斯刑法第130条），并被罚款6万卢布（当时约合两千美元）。
2015年，基尔科罗夫在福布斯俄罗斯明星榜单排名第二，年收入为1040万美元，媒体曝光次数约为2900次，在Yandex搜索引擎上的被查询次数超过300万次。
2016年，基尔科罗夫表示支持美国共和党总统候选人唐纳德·特朗普担任总统，并希望改善俄美关系。特朗普则称基尔科罗夫是“俄罗斯的迈克尔·杰克逊”。

## 荣誉
勋章
- 荣誉勋章（2017年4月30日），为发展俄罗斯文化和艺术所做出巨大贡献。[13]
- 法兰斯克·斯卡利纳勋章（白俄罗斯，2012年5月18日），加强白俄罗斯与俄罗斯的文化交流。[14]

荣誉称号
- 摩尔多瓦人民艺术家（2018年6月10日）[15]
- 俄罗斯人民艺术家（2008年2月12日）[16]
- 乌克兰人民艺术家 （2008年5月29日）
- 俄罗斯功勋艺术家（2001年1月19日）